# Ahmed Best
Ahmed Best (n. 19 august 1973) este un cântăreț american și actor de voce. Probabil este cel mai notabil pentru rolul gunganului Jar Jar Binks din Războiul stelelor.